# Hotel Maximilian’s

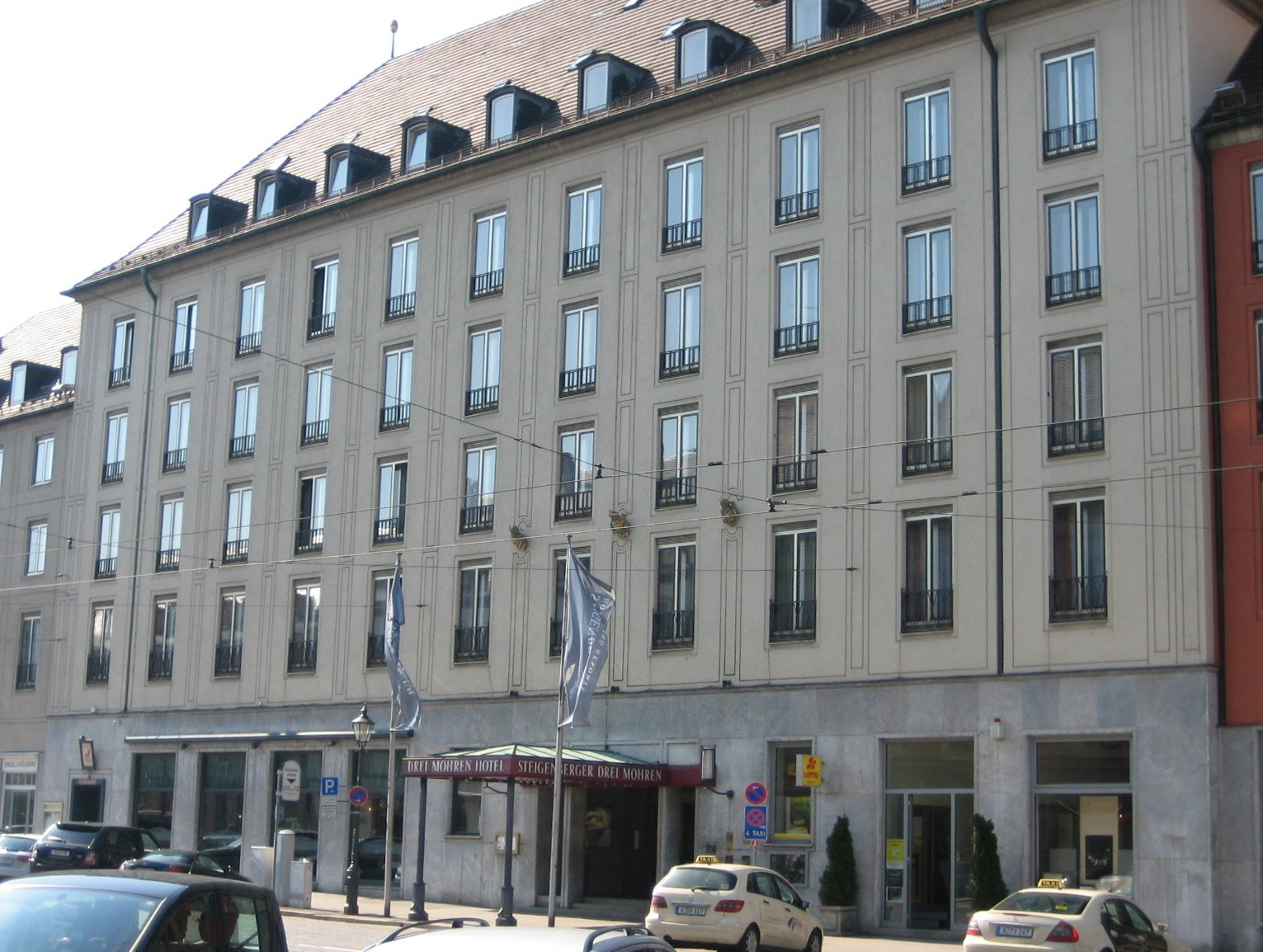
Das Hotel „Drei Mohren“

Das Hotel Maximilian’s (von 1495 bis 2020 Drei Mohren Hotel) ist ein Hotel in Augsburg.

## Lage

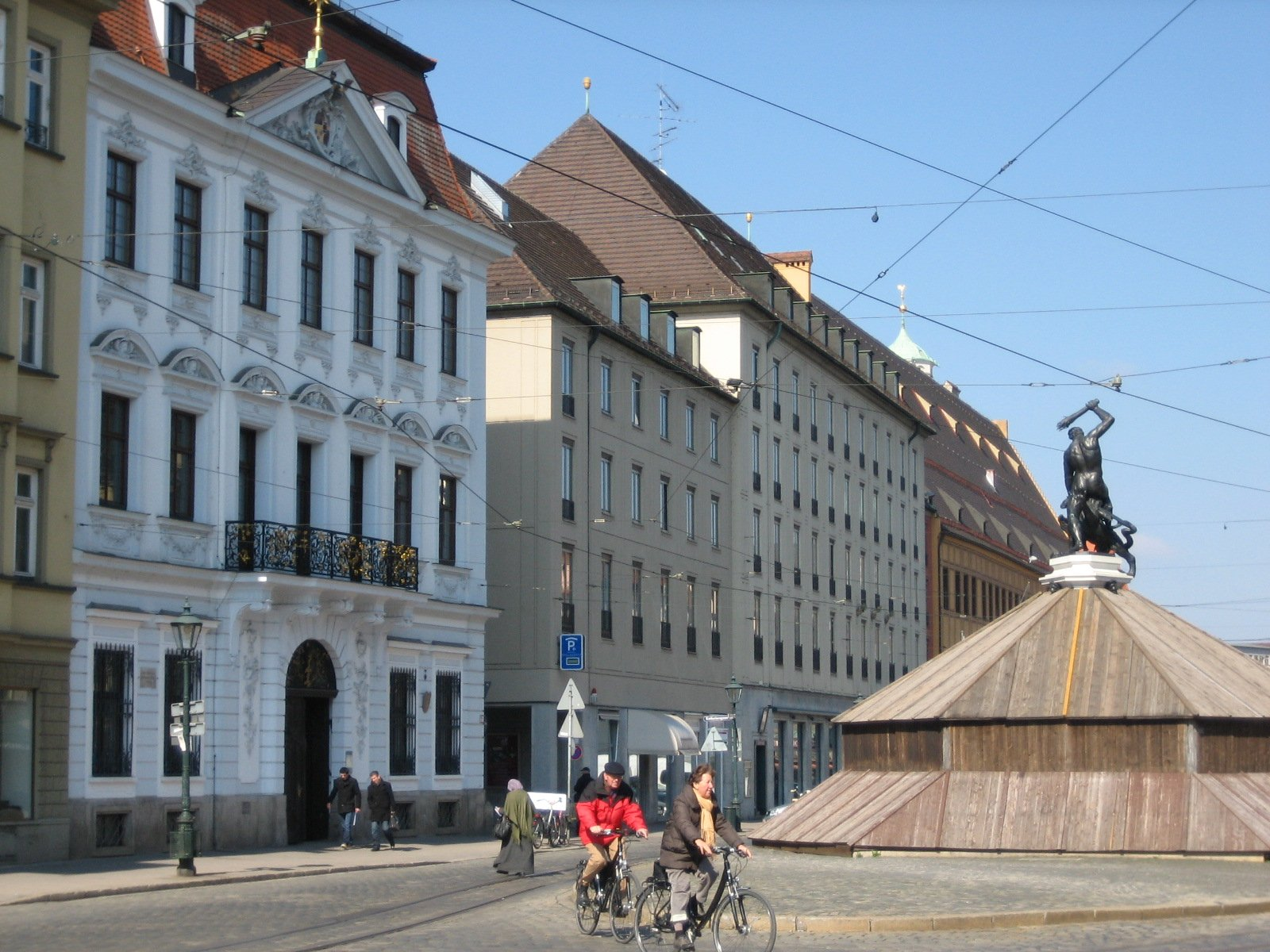
Das Hotel „Drei Mohren“ (Mitte) ist vom Schaezlerpalais (links) durch eine Gasse getrennt

Das Hotel liegt in der Augsburger Innenstadt an der Maximilianstraße. In unmittelbarer Nachbarschaft des Hotelkomplexes befindet sich die Fuggerhäuser und – durch die Katharinengasse getrennt – das Schaezlerpalais. Der Herkulesbrunnen liegt dem Hotel schräg gegenüber. An der Rückseite des Hotels schließen Restaurant-, Tagungs- und Veranstaltungsräume sowie Parkgaragen an. Eine Terrasse an der Seite zur Katharinengasse wird für Freiluftbewirtungen genutzt. Der dortige Fischbrunnen stammt von Max Dellefant aus dem Jahr 1956.

## Beschreibung
Das heutige Gebäude stammt von 1956; Architekt war Ulrich Reitmayer, die malerische und plastische Gestaltung stammt vom Münchner Architekten Max Dellefant. Es ist nach dem Zweiten Weltkrieg am Ort des von Bomben zerstörten Vorgängergebäudes neu gebaut worden. Das Hotel hat 132 Zimmer, davon fünf Suiten zur Verfügung. Das Hotel verfügt über einen 360 Quadratmeter großen, im orientalischen Stil gehaltenen, Spa-Bereich. Dazu kommt ein Veranstaltungsbereich auf über 1200 m². Im Jahr 2012 wurde das Hotel grundlegend kernsaniert, um auch weiterhin das erste Haus am Platz zu bleiben. Das Hotel hat das mit einem Michelinstern ausgezeichnete Restaurant Sartory und die Bar 3M.

## Geschichte

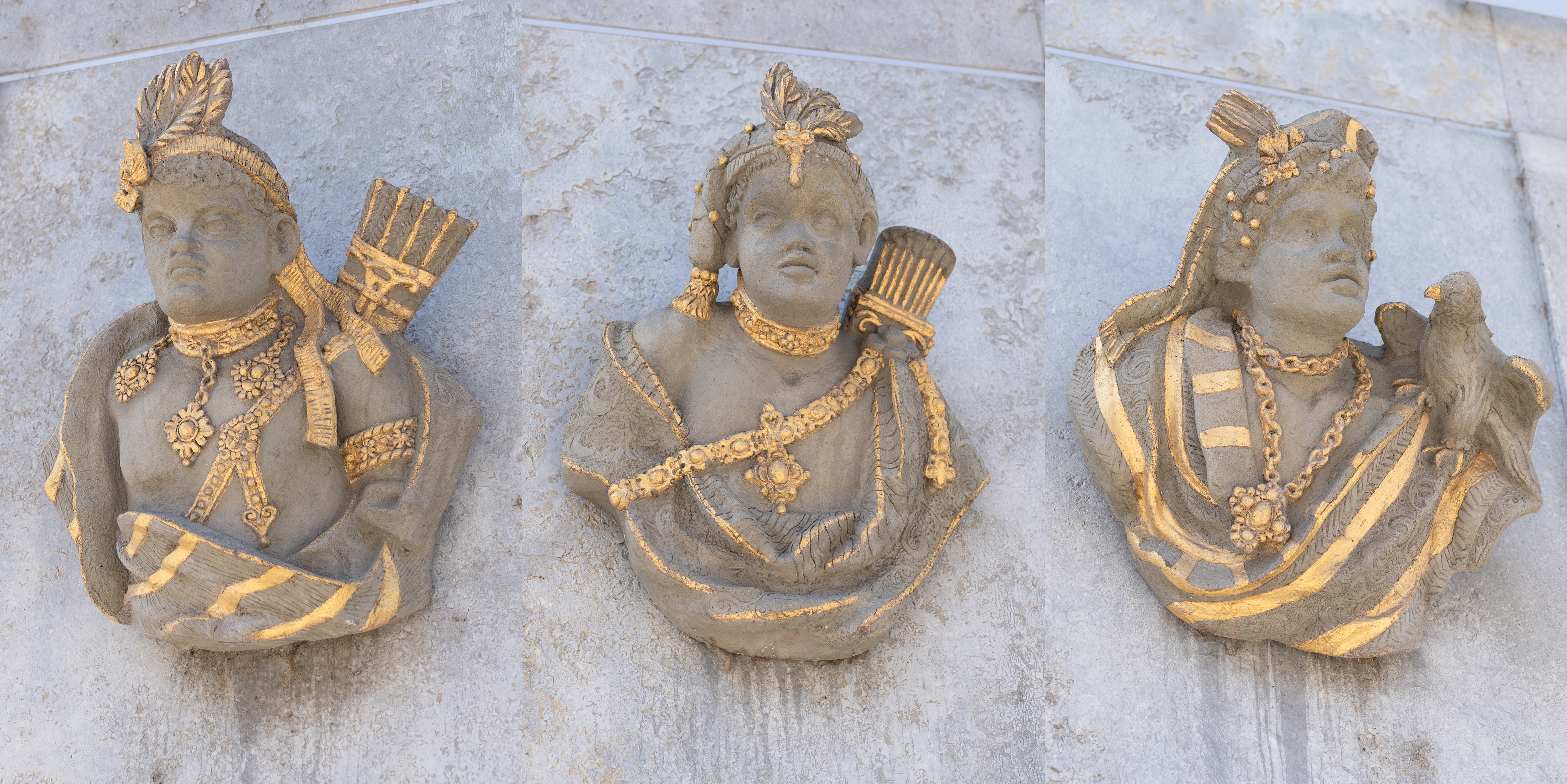
Büsten der „Drei Mohren“ (Collage)

### Die Legende der drei Mohren 1495
Im Jahr 1344 wurde am Weinmarkt (der heute in der Maximilianstraße aufgegangen ist) ein Wirtshaus aufgemacht. Die ersten Übernachtungsgäste soll es an diesem Standort im Jahr 1495 gegeben haben. Ein Augsburger namens Minner soll nach legendenhafter Überlieferung drei dunkelhäutigen Mönchen aus Abessinien Obdach geboten haben. Auf ihrer Reise zurück in den Süden waren sie in einer strengen Frostperiode gezwungen, in Augsburg zu überwintern.
Die Legende erzählt:
Um das Jahr 1495 trug es sich zu, dass auch dunkelhäutige Reisende im Bild der Stadt zu sehen waren. Abessinische Mönche, vier an der Zahl, wurden damals längere Zeit vom Gastwirt Minner beherbergt. Der kalte Winter habe sie aber zu einem übereilten Rückmarsch nach dem wärmeren Süden bewogen, wobei einer von ihnen schon auf dem Hochfeld ums Leben gekommen sei. Der Gastwirt Minner habe die drei Überlebenden wieder in sein Haus geholt und half ihnen über den Winter. Vor ihrer Abreise im nächsten Frühjahr habe er ihr Bildnis auf eine Tafel malen lassen, die er dann als Gasthausschild aufhängen ließ.

### Gästehaus der Fugger 1575
Letzter Besitzer dieses Wirtshauses „Zu den Drei Mohren“ war der Augsburger Andreas Wahl. Im Jahr 1511 legte sich ein Augsburger Patrizier aus dem Geschlecht der Herwart am Weinmarkt ein Haus zu, das neben dem städtischen Areal der Fugger lag. Am 30. Juni 1575 kauften es die Fugger Hans Paul Herwart für 7000 Gulden ab, um es als Gästehaus zu verwenden. Sie behielten das Gebäude, bis es durch einen Brand teilweise beschädigt wurde.

### Palasthotel ab 1722
Der Gebäudekomplex wurde in den Jahren 1722 und 1723 von Johann Baptist Gunetzrhainer, einem Münchener Baumeister, neu gestaltet. Er stattete den Hotelbau mit einer prächtigen Fassade im Régence-Stil und damit in einer frühen Form des Rokoko aus. Von den stuckverzierten Giebeln der drei Balkontüren blickten drei ausdrucksvolle Gesichter herab: die noch heute erhaltenen „Drei-Mohren“-Terrakotten, die man dem Augsburger Bildhauer Ehrgott Bernhard Bendl zuschreibt. Er soll sie um 1725 geschaffen haben.
Das Haus wurde edel ausgestattet. So gab es neben den Gästezimmern einen Speiseraum, einen Rittersaal, einen Raum zum Tanzen und eine eigene Hauskapelle, die noch bis in das 19. Jahrhundert als „oratorium publicum“ galt, sprich: Es wurden hier auch öffentliche Messen gelesen. Ungefähr um 1790 erwarb der Weinwirt Anton Carl Singer aus Innsbruck das Hotel. Ab dem Jahr 1804 verhalf der Hotelier Johann Georg Deuringer dem Drei Mohren zu Weltruhm, nicht nur durch seine Gästeliste, sondern auch durch die Pflege seines Weinkellers. Die Deuringer’sche Weinliste galt als der Leitfaden erlesener Tropfen.
18 Kaiser und 38 Könige übernachteten seit der Eröffnung im Hotel Drei Mohren, weswegen es als Fürstenherberge galt. Johann Wolfgang von Goethe und Wolfgang Amadeus Mozart, nur zwei namhafte und bedeutende Künstler ihrer Epoche, übernachteten ebenfalls in der Fuggerstadt. Mit den Folgen der Französischen Revolution um 1800, erst recht um die Mitte des 19. Jahrhunderts wandelten sich die Zeiten für Augsburg und das Hotel. Herrscher und Künstler, Wirtschaftsgrößen und Politiker, die in Augsburg zu tun hatten, wählten das Hotel für ihren zeitweisen Aufenthalt.
Bis zum Jahr 1804 gehörte es den Nachkommen Wahls. Dann kaufte der Hotelier Johann Georg Deuringer das „Drei Mohren“ und verschaffte ihm weiteren Weltruf. Im Jahr 1825 übernahm sein Sohn das Management des Hauses. Ein größerer Umbau im Jahr 1844 ließ die Räumlichkeiten in neuem Glanz erstrahlen.
Der Enkel des Johann Georg Deuringer veräußerte das Anwesen im Jahr 1874 an eine Aktiengesellschaft. Das Hotel erhielt den Beinamen Palasthotel. 1875 bis 1877 baute man das Gebäude nach Plänen des Stadtbaurates Ludwig Leybold ein weiteres Mal um. Durch diesen Umbau wurde das Hotel zu einer Augsburger Sehenswürdigkeit mit einer noblen Ausstattung, einem glasüberdachten Lichthof im spätklassizistischen Stil.
Das zog natürlich illustre Gäste an. Leybold erweiterte beim Umbau das Hotel Drei Mohren um ein ehemals fugger’sches Gebäude. Man brach es ab, bezog aber den alten Fassadenschmuck in den erweiterten Hotelbau ein. In den darauf folgenden Jahren wechselten die Besitzverhältnisse häufig. 1878 wurde der Industrielle Ludwig August Riedinger Eigentümer des Drei Mohren, indem er es ersteigerte.
Am 27. Februar 1929 wurde die „Drei Mohren AG“ Eigentümerin des Hotels. In der NS-Zeit kehrte Adolf Hitler bei Augsburg-Aufenthalten im Hotel ein. Am 28. Dezember 1938 erwähnt Hermann Göring unter anderem auch dieses Hotel als Ort, für den ein „Judenbann“ zu gelten habe.

### Zerstörung 1944 und Wiedereröffnung 1956
In der Augsburger Bombennacht vom 25. auf den 26. Februar 1944 wurde das Hotel schwer getroffen und brannte innerhalb von zwei Tagen nieder. Einzig die Fassadenmauer trotzte dem Feuer. Von der kostbaren Einrichtung blieben nur die bereits früher in Sicherheit gebrachten Teppiche und Gemälde erhalten.
Im Januar 1947 entschied sich der Aufsichtsrat der Drei-Mohren-AG dazu, für den Wiederaufbau einen beschränkten Architektenwettbewerb auszuschreiben. Zu den Teilnehmern zählten unter anderem die Architekten Thomas Wechs und Raimund von Doblhoff. Die eingereichten Vorschläge sagten der Drei-Mohren-AG allerdings nicht zu, sodass ab Frühjahr 1948 Planungsvorbereitungen für einen Neubau getroffen wurden. Trotz Rettungsversuchen von Denkmalpflege und Stadt, erfolgte im Frühsommer 1950 der Abbruch des ehemaligen Hotelkomplexes. 1951 wurde auch die mittlerweile durch Witterungseinflüsse stark geschädigte Prachtfassade niedergelegt. Die Drei-Mohren-AG konzentrierte sich fortan auf einen Neubau in gediegener und eleganter Sachlichkeit mit modernem Raumschema.
1954 wurde der endgültige Bauplan ausgearbeitet, der Bau selbst wurde am 1. Februar 1955 begonnen, am 29. Juli 1955 wurde Richtfest gefeiert und die Eröffnung fand am 26. Mai 1956 statt. Architekt war damals Ulrich Reitmayer. In der Folgezeit bot das Augsburger Hotel der Luxusklasse 107 Zimmer mit insgesamt 170 Betten. Im Jahr 1956 waren dann alle Neubauten auf dem Anwesen fertiggestellt. Die „Drei Mohren AG“ bewirtschaftete in der Folge das Haus.

### Steigenberger ab 1979
Im Jahr 1979 wurde von der „Drei Mohren AG“ dann der Hotelbetrieb an die Steigenberger Hotel AG übertragen, die am 31. Dezember 2009 den Vertrag nach dreißig Jahren kündigte. Betreiber wurde ab 2010 das Unternehmen arcona Hotels & Resorts in Rostock, das mit Steigenberger einen Franchising-Rahmenvertrag besitzt. Seit dem 1. Januar 2013 führt die Drei Mohren AG einen Franchisevertrag mit der Steigenberger Hotels AG. Die Drei Mohren AG, mittlerweile die Drei Mohren GmbH, ist bis zum heutigen Tage Besitzer und Arbeitgeber und veranlasste im Jahr 2012 die allumfassende Kernsanierung des Hauses sowie die Restaurierung der großen Kunstsammlung, welche in das Gestaltungskonzept des gesamten Drei Mohren eingebunden wurde.

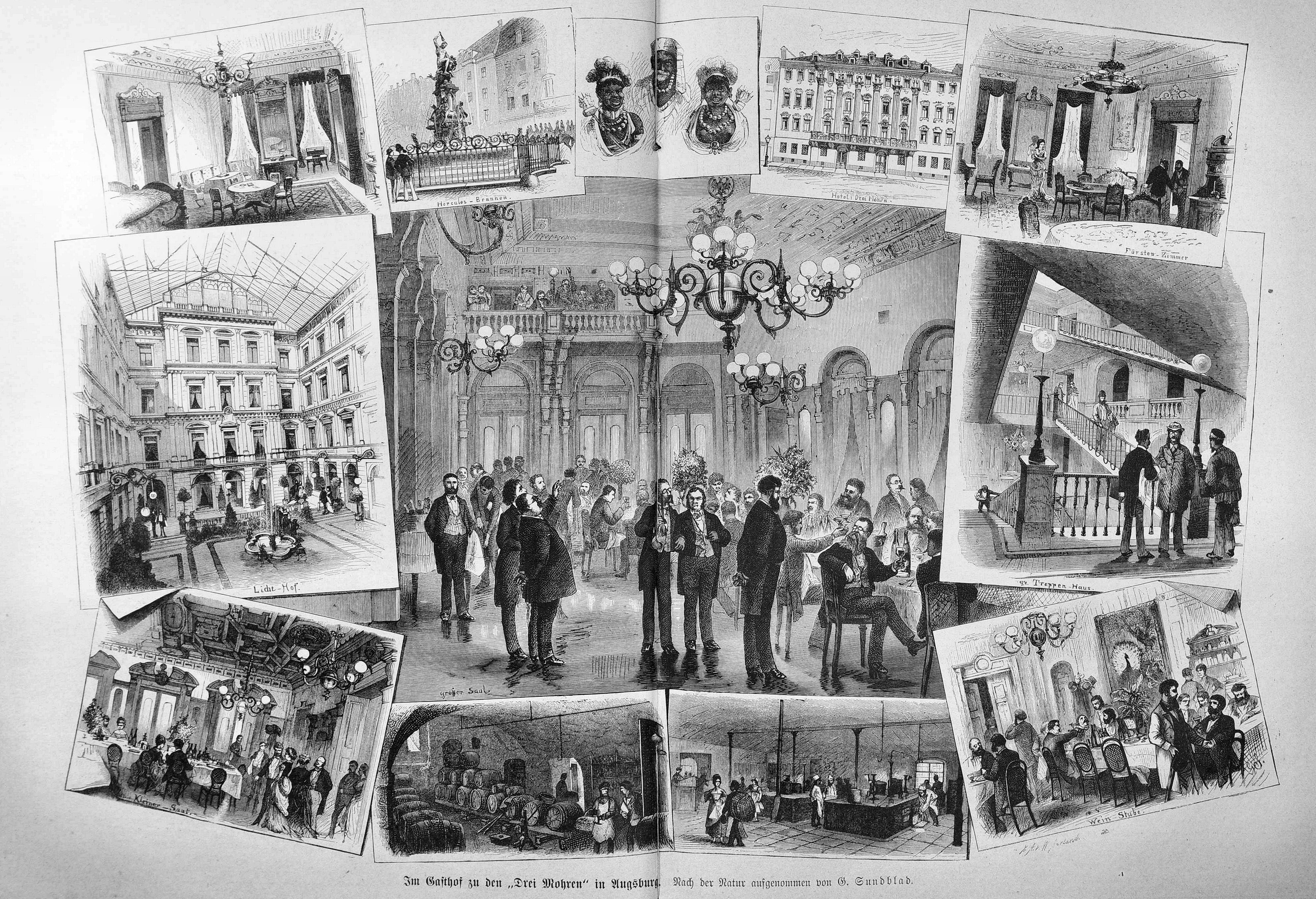
Hotel Drei Mohren 1878, Bild aus „Die Gartenlaube“

2019 erhielt das Gourmet-Restaurant Sartory mit Küchendirektor Simon Lang einen Michelinstern. Ab Januar 2020 wird das Hotel wieder in Eigenregie geführt; die Kooperation mit Steigenberger endete.

### Umbenennung 2020 inHotel Maximilian’s
Der Hotelname und das Logo gaben mehrfach Anlass zu rassismuskritischen Protesten.  Im Sommer 2018 startete die Amnesty Jugend Augsburg eine Petition zur Umbenennung des Hotels. Diese erzeugte ein großes Medienecho. Von der Amnesty Jugend Augsburg gab es den ironisch gemeinten Vorschlag zur Umbenennung auf „3 Möhren“.
Im August 2020 wurde die geplante Umbenennung in Maximilian’s Hotel bekanntgegeben.

### Besondere historische Ereignisse
- Nach der Übernahme der Verwaltung in der aufgelösten Reichsstadt Augsburg gab die bayerische Kommission am Abend des 4. März 1806 ein festliches Diner im „Drei Mohren“. Trinksprüche auf eine bessere Zukunft und reichlich Champagner konnten die gedrückte Stimmung der Größen aus der Stadtgesellschaft nicht beleben.[24]
- Auf Einladung des Bürgermeisters Carron du Val hielt Friedrich List im Hotel am 31. Mai 1835 vor Augsburger Kaufleuten einen Vortrag über die Zukunftsaussichten mit einem Eisenbahnwesen. Als Folge davon gründeten einige von ihnen eine Vereinigung zur Schaffung einer München-Augsburger Eisenbahn, die Verbindungen in alle vier Himmelsrichtungen haben sollte. Ihre Anteilscheine waren rasch gezeichnet und entwickelten sich zu einem Gewinn versprechenden Spekulationsobjekt. Die eröffnete Eisenbahnstrecke zwischen beiden Städten wird als Ausgangsbasis der Frühindustrialisierung Augsburgs gesehen.[25]
- Die Gesandten der nach Augsburg ausgewichenen Bundesversammlung des Deutschen Bundes belegten am 14. Juli 1866 die Räume des Hotels „Drei Mohren“.[26] Die Tagungen fanden in der Bischöflichen Residenz statt. Der Auflösungsbeschluss vom Vortag wurde am 24. August 1866 offiziell im Hotelsaal verkündet.